# Brazílie na Letních olympijských hrách 1988
Brazílie se účastnila Letní olympiády 1988 v jihokorejském Soulu. Zastupovalo ji 160 sportovců (127 mužů a 33 žen) ve 21 sportech.

## Medailisté
| Medaile | Jméno | Sport    | Soutěž                |
| ------- | --- | -------- | --------------------- |
| Zlato   | Aurélio Miguel | Judo     | Muži 95 kg            |
| Stříbro | Cláudio Taffarel Jorge Campos de Amorim Joāo Santos Batista Ricardo Raimundo Ademir Aloísio Valdo Geovani Silva Edmar Bernardes dos Santos Hamilton De Souza Romário Jose Araujo André Cruz Milton Filho de Souza Jose Ferreira Sergio Donizete Luiz Andrade Bebeto Iomar Nascimento Nelson Kerchner | Fotbal   | Turnaj mužů           |
| Stříbro | Joaquim Cruz | Atletika | Muži 800 m            |
| Bronz   | Robson da Silva | Atletika | Muži 200 m            |
| Bronz   | Lars Grael Clinio Freitas | Jachting | Družstvo mužů Tornado |
| Bronz   | Torben Grael Nelson Falcāo | Jachting | Družstvo mužů Star    |